# Юньлінь (повіт)
Повіт Юньлінь (кит. трад. 雲林縣, спр. 云林县, піньїнь: Yúnlín xiàn) — один з повітів провінції Тайвань Китайської республіки.

## Географія
Повіт розташований в західній частині острова Тайвань.

## Населення
У 2012 році в повіті жило 711 тисяч осіб.

## Історія
Повіт був створений в 1887 році одночасно з виділенням острова Тайвань в окрему провінцію. У 1893 році повітова управа переїхала з початкового місця розташування (Юньлінь) у місто Доулю.
У 1895 році Тайвань був переданий Японії, і японці встановили свою систему адміністративно-територіального поділу.
Після капітуляції Японії в 1945 році Тайвань був повернутий під юрисдикцію Китаю. У 1950 році відбулася реформа адміністративно-територіального поділу, і в цих місцях був утворений повіт Доулю, якому згодом було повернуто первісну назву.

## Адміністративний поділ
До складу повіту входять одне місто повітового підпорядкування, 5 міських волостей і 14 сільських волостей.
- Міста повітового підпорядкування
  - Доулю
- Міські волості
  - Бейган (北港鎮)
  - Доунань (斗南鎮)
  - Хувей (虎尾鎮)
  - Туку (土庫鎮)
  - Сіло (西螺鎮)
- Сільські волості
  - Баочжун (褒忠鄉)
  - Цитун (莿桐鄉)
  - Дапі (大埤鄉)
  - Дунші (東勢鄉)
  - Ерлунь (二崙鄉)
  - Гукен (古坑鄉)
  - Коуху (口湖鄉)
  - Линьней (林內鄉)
  - Луньбей (崙背鄉)
  - Майляо (麥寮鄉)
  - Шуйлінь (水林鄉)
  - Сиху (四湖鄉)
  - Тайсі (臺西鄉)
  - Юаньчан (元長鄉)